# Carla Capponi
Pour les articles homonymes, voir Capponi.
Carla Capponi   dite Elena (Rome, 7 décembre 1918 – Zagarolo, 24 novembre 2000) est une résistante et femme politique italienne, Médaille d'or de la valeur militaire.

## Biographie

### Pendant la guerre
Le 23 mars 1944, elle participe à l'attentat de Via Rasella contre les occupants allemands, en tant que membre d'un groupe d'action patriotique (GAP) commandé par Carlo Salinari, dans lequel participe entre autres son futur mari Rosario Bentivegna.

### Après la libération
En 1953, elle entre à la Chambre des députés en tant que membre du PCI. Elle est réélue en 1972. Jusqu'à la fin de sa vie, elle est membre du comité directeur de l'association des partisans ANPI.

## Distinction
| Médaille d'or de la valeur militaire |

## Sources
- (it) Cet article est partiellement ou en totalité issu de l’article de Wikipédia en italien intitulé « Carla Capponi » (voir la liste des auteurs).